# The Boss Baby
The Boss Baby er en amerikansk børnefilm fra 2017, instrueret af Tom McGrath.

## Medvirkende
- Søren Pilmark som Boss Baby (stemme)
- Niels Olsen som Francis E. Francis (stemme)
- Mads Knarreborg som Far (stemme)
- Anne Oppenhagen Pagh som Mor (stemme)
- Henrik Koefoed som Voksne Tim / Fortæller (stemme)
- Lucas Lomholt Eriksen som Tim (stemme)
- Torbjørn Hummel som Trolle (stemme)
- Marie Dietz som Staci (stemme)
- Søren Ulrichs som Ejvind / Jimbo (stemme)
- Emil Lindehof Vindeby som Trillinger (stemme)
- Annevig Schelde Ebbe som Store Boss Baby (stemme)